# Filipp Eduardowitsch Dawydenko
Filipp Eduardowitsch Dawydenko (russisch Филипп Эдуардович Давыденко; * 2. September 1992 in Wolgograd) ist ein russischer Tennisspieler. Er ist Neffe des ehemaligen Tennisspielers Nikolai Dawydenko.

## Karriere
Filipp Dawydenko spielt hauptsächlich auf der ATP Challenger Tour und der ITF Future Tour.
Sein Debüt im Einzel auf der ATP World Tour gab er im September 2012 bei den Malaysian Open, wo er in der ersten Hauptrunde an Matthew Ebden scheiterte. Zu seinem nächsten Einzelauftritt auf der World Tour kam es im Rahmen des MercedesCup in Stuttgart im Juli 2014. Hier gewann er nach erfolgreicher Qualifikation seine Erstrundenpartie gegen Blaž Rola, um im Achtelfinale knapp an Santiago Giraldo zu scheitern. Seinen ersten Auftritt im Doppel hatte er zusammen mit Ilja Beljajew beim Kremlin Cup in Moskau im Oktober 2009. Sie verloren ihr Auftaktdoppel gegen Martín Vassallo Argüello und Horacio Zeballos in zwei Sätzen.